# Elden Ring Nightreign
Elden Ring Nightreign (エルデンリング ナイトレイン Eruden Ringu Naitorein?) es un videojuego de rol de acción, soulslike y roguelike, desarrollado por FromSoftware y distribuido por Bandai Namco Entertainment. Se reveló en los The Game Awards 2024 como un spin-off de Elden Ring. Se publicó para las plataformas PlayStation 4, PlayStation 5, Windows, Xbox One, y Xbox Series X/S, el 30 de mayo de 2025.

## Jugabilidad
Elden Ring Nightreign es un juego de rol de acción, cooperativo, ambientado en una versión de Necrolimbo, la primera zona de mundo abierto del título Elden Ring, generada proceduralmente. Aunque el juego tiene modalidad de un solo jugador, está diseñado para que jueguen equipos de tres personas, los cuales colaboran para superar tres días en el juego y preparase para luchar contra el jefe final. De manera similar a los juegos de battle royale, Nightreign también incluye una arena de combate que se reduce en extensión progresivamente, y que se reinicia cuando los jugadores derrotan a un jefe menor al final de cada día del juego.
Una vez superado un ciclo de dos días y dos noches derrotando a los correspondientes jefes menores del final de cada noche, los jugadores llegarán a un lugar llamado el Refugio Espiritual, donde tiene lugar el tercer día. Ahí, tras realizar los últimos preparativos, se podrán enfrentar a uno de los ocho Señores de la Noche, siendo éstos los jefes finales y principales de la expedición. Éstos son:
1. Gladius, Bestia de la Noche: Un monstruoso lobo de tres cabezas y múltiples patas, similar a un cerbero, capaz de separarse en tres bestias individuales de una sola cabeza y después volver a unirse a voluntad en una de tres. Tiene una espada unida a una cadena que utiliza como arma arrojadiza. Su elemento es el fuego, y su debilidad es el daño de tipo Sagrado. Aparece en la expedición "El Tricéfalo". Hay que completar esta primera expedición para desbloquear las seis siguientes.
2. Adel, Barón de la Noche: Un ser draconiano de gran tamaño. Tiene una gigantesca boca retorcida con la que puede atrapar a los jugadores y masticarlos, además de provocar seísmos y explosiones relampagueantes. Su elemento es el rayo. Es muy vulnerable al Veneno, pero si se ve afectado por él se purgará vomitándolo, lo cual según la situación puede ser contraproducente para el jugador. Aparece en la expedición "Mandíbula abierta".
3. Gnoster, Sabiduría de la Noche: Dos insectos gigantescos que, pese a funcionar de manera independiente, actúan como un único individuo; sobre todo en su segunda fase. Uno es una enorme polilla que lanza ataques mágicos y nubes de veneno, y el otro un colosal arácnido similar a un pseudoescorpión de gran fuerza física y que puede moverse bajo tierra. Su elemento es la magia, y es débil al daño de Fuego. Aparece en la expedición "Plaga consciente".
4. Maris, Sondeo de la Noche: Una criatura desconocida de naturaleza acuática. Físicamente similar a la Bestia del Círculo de Elden Ring. Aparenta ser algún tipo de cnidario, ya que puede llenar el escenario con medusas explosivas e hidras hostiles para entorpecer el combate. Se caracteriza por dañar a los jugadores durmiéndolos, ya que muchos de sus ataques provocan acumulación de Sueño. Es débil al daño de Rayo. Aparece en la expedición "Presagio".
5. Libra, Criatura de la Noche: Un demonio con cabeza de cabra y múltiples ojos, similar a las representaciones clásicas de Baphomet. Es el único jefe del juego que nos ofrece un trato antes de empezar el combate, el cual puede resultar beneficioso o contraproducente para el jugador. Mediante la alquimia puede producir un elemento conocido como "oro falso", que provoca acumulación de Locura. Curiosamente, dicha Locura es también su mayor debilidad. Aparece en la expedición "Bestia equilibrada".
6. Fulghor, Campeón de la Luz Nocturna: Un imponente centauro guerrero armado con una gran espada. Además de ser increíblemente fuerte y rápido, posee devastadores ataques de luz sagrada. Le falta el brazo izquierdo, pero en su segunda fase hace brotar un extraño apéndice negro que lo sustituye, volviéndose más temible. Su elemento es el sagrado, y su debilidad es el daño de tipo Rayo. Aparece en la expedición "Caballero de deriva oscura".
7. Caligo, Miasma de la Noche: Una dragona de hielo prehistórica. Aparte del esperable aliento congelante, puede generar niebla que le permite ocultarse de los jugadores y manipular el hielo de diferentes formas; formando carámbanos que provocan acumulación de Congelación al contacto, o incluso congelando el cielo mismo para dejarlo caer sobre los jugadores y así aplastarlos. Su debilidad es el daño de tipo Fuego. Aparece en la expedición "Fisura en la niebla".
8. Forma de la Noche/Heolstor, Señor de la Noche: El jefe final y principal antagonista del juego, actual señor de las Tierras Intermedias y responsable del hostil fenómeno conocido como la Marea de la Noche, que le permite invocar campeones y monstruos de todas partes; incluyendo otros mundos. Es un guerrero sobrenatural que posee tres brazos, con cada uno de los cuales empuña una espada. Al principio del combate es llamado Forma de la noche, pero al derrotarlo cambiará y se transformará en Heolstor, Señor de la Noche. Su debilidad es el daño de tipo Sagrado. Aparece en la octava y última expedición: "Aspecto de la noche". Esta expedición solamente estará disponible si se han completado como mínimo cuatro de las anteriores, es decir; la inicial llamada "El tricéfalo", y tres cualquiera de las seis que se desbloquean tras completarla.

## Desarrollo
Elden Ring Nightreign está en desarrollo por FromSoftware para las plataformas PlayStation 4, PlayStation 5, Windows, Xbox One, y Xbox Series X/S. Bandai Namco Entertainment registró la marca Nightreign el 24 de octubre de 2024 y el juego se reveló oficialmente en los Game Awards del 12 de diciembre de 2024. La primera prueba de red tuvo lugar del 14 al 17 de febrero de 2025 en PlayStation 5 y Xbox Series X/S. Se publicó el 30 de mayo de 2025.Nightreign cuenta con 8 clases predeterminadas de "Nightfarer", cada una con habilidades y estilos de juego únicos.
Nightreign está dirigido por Junya Ishizaki, quien trabajó como diseñador en Dark Souls, Bloodborne, Dark Souls III, y Elden Ring. A diferencia de Elden Ring, George R. R. Martin no está involucrado en la narrativa de Nightreign.

## Recepción

### Crítica
Elden Ring Nightreign recibió críticas "generalmente favorables" de acuerdo con el agregador de reseñas Metacritic. 

### Ventas
Elden Ring Nightreign vendió más de 2 millones de unidades durante su primer día de lanzamiento, y 3,5 millones en los primeros 5 días.